# Ninette de Valois
Dame Ninette de Valois (Irlanda, 6 de junho de 1898 - Londres, 8 de março de 2001) foi uma dançarina e coreógrafa nascida em Baltibouys, Irlanda.

## Biografia
Nascida Edris Stannus, começou a dançar aos seis anos, e foi notada na Inglaterra pela graça nos seus movimentos. Adotou o nome de Ninette de Valois em 1913. Reformou-se em 1926 para promover o ballet na Europa.
Em 1928 foi escolhida por Lilian Baylis para dirigir o seu ballet Sadler's Wells. Sob a sua direção, a companhia cresceu para se tornar na  "Sadler's Wells Royal Ballet Company" que se dividiu para formar o "Birmingham Royal Ballet" e o "Covent Garden's Royal Ballet".
Ninette foi a fundadora da "Academy of Choreographic Arts", que mais tarde seria a "Royal Ballet School" de Londres.
Recebeu a Legião de honra em 1950 e foi "Dame" na Ordem do Império Britânico em 1951.